# Renault Latitude
De Renault Latitude is een auto van het Franse merk Renault. De Latitude verscheen eind 2010. Met zijn 4,90 m is de Latitude even groot als een Audi A6 of een Mercedes E-Klasse. De productie van de Latitude vindt plaats bij Samsung Motors in Zuid-Korea. De Latitude wordt niet in Nederland verkocht en is in Duitsland alleen te leasen. In België staat hij wel in de showroom.

## Motoren
Diesel
| Type       | Motor    | Motor     | Vermogen | Koppel | Jaartal   | Opmerking |
| Type       | Inhoud   | Cilinders | Vermogen | Koppel | Jaartal   | Opmerking |
| ---------- | -------- | --------- | -------- | ------ | --------- | --------- |
| 2.0 dCi    | 1995 cm³ | 4-in-lijn | 150 pk   | 340 Nm | 2010-2013 |           |
| 2.0 dCi    | 1995 cm³ | 4-in-lijn | 172 pk   | 360 Nm | 2010-2013 |           |
| 3.0 V6 dCi | 2998 cm³ | V6        | 240 pk   | 450 Nm | 2010-2013 |           |

In productie:
5 E-Tech · 
Arkana · 
Austral · 
Captur · 
Clio · 
Espace · 
Kadjar · 
Kangoo · 
Koleos · 
Master · 
Mégane · 
Mégane E-Tech · 
Rafale · 
Scenic E-Tech · 
Symbioz · 
Symbol · 
Trafic · 
Twingo · 
Twingo Electric · 
Zoe

Uit productie:
3 · 
4 · 
5 · 
6 · 
7 · 
8 · 
9 · 
10 · 
11 · 
12 · 
14 · 
15 · 
16 · 
17 · 
18 · 
19 · 
20 · 
21 · 
25 · 
30 · 
2CV · 
4CV · 
Avantime · 
Caravelle · 
Dauphine · 
Domaine · 
Estafette ·
Express · 
Floride · 
Fluence ·
Frégate · 
Fuego · 
Juvaquatre ·
Laguna · 
Latitude · 
Modus · 
Nervastella · 
Novaquatre · 
Ondine · 
Prairie · 
Primaquatre · 
Rodeo · 
Safrane · 
Savanne · 
Scénic · 
Spider · 
Talisman · 
Thalia · 
Twizy · 
Vel Satis · 
Vivasport · 
Vivastella · 
Wind